# 赤尾清綱
赤尾 清綱（あかお きよつな）は、戦国時代から安土桃山時代にかけての武将。浅井氏の家臣。浅井三将の一人。

## 生涯
永正11年（1514年）、赤尾教政の子として生まれる。赤尾氏は近江の国人で、元々は京極氏の傘下であったが、後に海北氏や雨森氏と並ぶ「浅井三将」に数えられた。清綱は近江浅井氏初代・浅井亮政の頃から浅井氏に仕えた。当主からの信頼がとりわけ厚く、小谷城内の防衛の要所に赤尾曲輪と呼ばれる居館をもち、そこに在番していた。通常、家臣は城下に武家屋敷を持ち、そこを居館とするものだが、城内に居館を持つのを許されており、その信頼の厚さが窺われる。
久政の代には、同家臣・遠藤直経らと共にその子・長政への家督委譲と久政の隠居を計画、久政が城を出た隙に小谷城を占拠し、長政への家督委譲を認めさせた。長政が当主となった頃には老齢であったため、主に軍目付的な存在として陣中に赴いていたという。また、亮政が六角氏との攻防により一時越前に退避、朝倉氏と同盟を結び再起を図ったという経緯から、家中では朝倉寄りの立場を取りつづけた。
赤尾曲輪を設けて在番し、赤尾美作守として著名となった。
天正元年（1573年）9月1日、小谷城の戦いで織田軍に敗北して捕虜となり、信長の目前で切腹した。享年60歳。
赤尾屋敷で浅井長政とその弟の政元と共に自害したとする説もある。

## 登場作品
- 国盗り物語（1973年、演：最上龍二郎）
- 功名が辻（2006年、演：仲野文梧）
- 江〜姫たちの戦国〜（2011年、演：油井昌由樹）